# Zorotypus zimmermani
Zorotypus zimmermani är en jordlusart som beskrevs av Gurney 1939. Zorotypus zimmermani ingår i släktet Zorotypus och familjen Zorotypidae. Inga underarter finns listade i Catalogue of Life.